# Liste der Stolpersteine in Breda
Die Liste der Stolpersteine in Breda umfasst die Stolpersteine, die in Breda verlegt wurden, einer Gemeinde in der niederländischen Provinz Noord-Brabant. Stolpersteine sind ein Projekt des deutschen Künstlers Gunter Demnig. Sie sind Opfern des Nationalsozialismus gewidmet, all jenen, die vom NS-Regime drangsaliert, deportiert, ermordet, in die Emigration oder in den Suizid getrieben wurden. Demnig verlegt für jedes Opfer einen eigenen Stein, im Regelfall vor dem letzten selbst gewählten Wohnsitz.
Der erste Verlegung in dieser Gemeinde erfolgte am 19. Mai 2021.

## Verlegte Stolpersteine
In der Gemeinde Breda wurden bisher elf Stolpersteine an drei Adressen
| Stolperstein | Übersetzung                                                                                       | Verlegort          | Name, Leben                             |
| ------------ | ------------------------------------------------------------------------------------------------- | ------------------ | --------------------------------------- |
|              | HIER WOHNTE DEBORA LEVIE GEB. 1929 VERHAFTET 1942 ERMORDET 3-9-1942 AUSCHWITZ                     | Leeuwerikstraat 80 | Debora Levie (1929–1942)                |
|              | HIER WOHNTE JOSEPH LEVIE GEB. 1933 VERHAFTET 28-8-1942 ERMORDET 3-9-1942 AUSCHWITZ                | Merelstraat 29     | Joseph Levie (1933–1942)                |
|              | HIER WOHNTE MAURITS LEVIE GEB. 1927 VERHAFTET 1942 ERMORDET 31-3-1944 MITTELEUROPA                | Leeuwerikstraat 80 | Maurits Levie (1927–1944)               |
|              | HIER WOHNTE MAX LEVIE GEB. 1930 VERHAFTET 28-8-1942 ERMORDET 3-9-1942 AUSCHWITZ                   | Merelstraat 29     | Max Levie (1930–1942)                   |
|              | HIER WOHNTE SALOMON LEVIE GEB. 1898 VERHAFTET 1942 ERMORDET 31-3-1944 MITTELEUROPA                | Leeuwerikstraat 80 | Salomon Levie (1898–1944)               |
|              | HIER WOHNTE SELMA LEVIE GEB. 1933 VERHAFTET 1942 ERMORDET 3-9-1942 AUSCHWITZ                      | Leeuwerikstraat 80 | Selma Levie (1933–1942)                 |
|              | HIER WOHNTE SONJA LEVIE GEB. 1938 VERHAFTET 28-8-1942 ERMORDET 3-9-1942 AUSCHWITZ                 | Merelstraat 29     | Sonja Levie (1938–1942)                 |
|              | HIER WOHNTE VICTOR LEVIE GEB. 1901 VERHAFTET 28-8-1942 ERMORDET 31-3-1944 MITTELEUROPA            | Merelstraat 29     | Victor Levie (1901–1944)                |
|              | HIER WOHNTE HENRIËTTE LEVIE-VAN KLOETEN GEB. 1907 VERHAFTET 28-8-1942 ERMORDET 3-9-1942 AUSCHWITZ | Merelstraat 29     | Henriëtte Levie-van Kloeten (1901–1942) |
|              | HIER WOHNTE FLORETTHA LEVIE-WALG GEB. 1902 VERHAFTET 1942 ERMORDET 3-9-1942 AUSCHWITZ             | Leeuwerikstraat 80 | Florettha Levie-Walg (1902–1942)        |
|              | HIER WOHNTE GERHARD VAN DE RHOER GEB. 1884 VERHAFTET JUNI 1942 ERMORDET 30-10-1942 MAUTHAUSEN     | Julianalaan 73     | Gerhard van de Rhoer (1884–1942)        |

## Verlegungen
- 19. Mai 2021: Julianalaan 73
- 7. November 2022: Leeuwerikstraat 80, Merelstraat 29

Es sind 120 Stolpersteine geplant.